# 462. Volksgrenadier-Division
Die 462. Volksgrenadier-Division war eine deutsche Infanteriedivision im Zweiten Weltkrieg. Die Division wurde am 19. Oktober 1944 als 462. Infanterie-Division aufgestellt. Im Oktober 1944 wurde die Division in 462. Volksgrenadier-Division umbenannt. Die Division wurde im November 1944 bei Kämpfen im Raum Metz-Diedenhofen in Nord-Lothringen vernichtet. 